# Meranda
Meranda là một chi bướm đêm thuộc họ Erebidae.

## Loài
- Meranda gilviceps Turner, 1908
- Meranda holochrysa Meyrick, 1902
- Meranda susialis Walker, 1859